# Pikkelyes földibanka
A pikkelyes földibanka (Upucerthia dumetaria) a madarak (Aves) osztályának verébalakúak (Passeriformes) rendjébe és a fazekasmadár-félék (Furnariidae) családjába tartozó faj.

## Rendszerezése
A fajt Isidore Geoffroy Saint-Hilaire francia zoológus írta le 1832-ben, Upucerthia Dumetaria néven.

## Alfajai
- Upucerthia dumetaria dumetaria I. Geoffroy Saint-Hilaire, 1832
- Upucerthia dumetaria hypoleuca Reichenbach, 1853
- Upucerthia dumetaria peruana Zimmer, 1954
- Upucerthia dumetaria saturatior Scott, 1900[2] vagy Upucerthia saturatior[4]

## Előfordulása
Argentína, Bolívia, Chile és Peru területén honos. Természetes élőhelyei a szubtrópusi és trópusi cserjések és füves puszták, sziklás környezetben.

## Megjelenése
Átlagos testhossza 22 centiméter, testtömege 37–55 gramm.

## Életmódja
Ízeltlábúakkal táplálkozik.

## Természetvédelmi helyzete
Az elterjedési területe rendkívül nagy, egyedszáma viszont csökken, de még nem éri el a kritikus szintet. A Természetvédelmi Világszövetség Vörös listáján nem fenyegetett fajként szerepel.